# Zerihun Tadele
Zerihum Tadele (25 marzo 1993) è un calciatore etiope, Portiere del St. George.

## Carriera

### Club
Ha sempre giocato nel campionato etiope.

### Nazionale
Ha esordito con la Nazionale etiope nel 2011.

## Palmarès

### Club

#### Competizioni nazionali
- Campionato etiope: 2

Saint-George: 2011-2012, 2013-2014
- Coppa di Etiopia: 1

Saint-George: 2011